# Ojocaliente (Messico)
Ojocaliente è una municipalità dello stato di Zacatecas, nel Messico centrale, il cui capoluogo è la località omonima.
Conta 40.740 abitanti (2010) e ha una estensione di 643,52 km².
Il nome della municipalità è dovuto ad una sorgente di acqua calda nelle vicinanze della località.